# Mẫu đơn tử ban

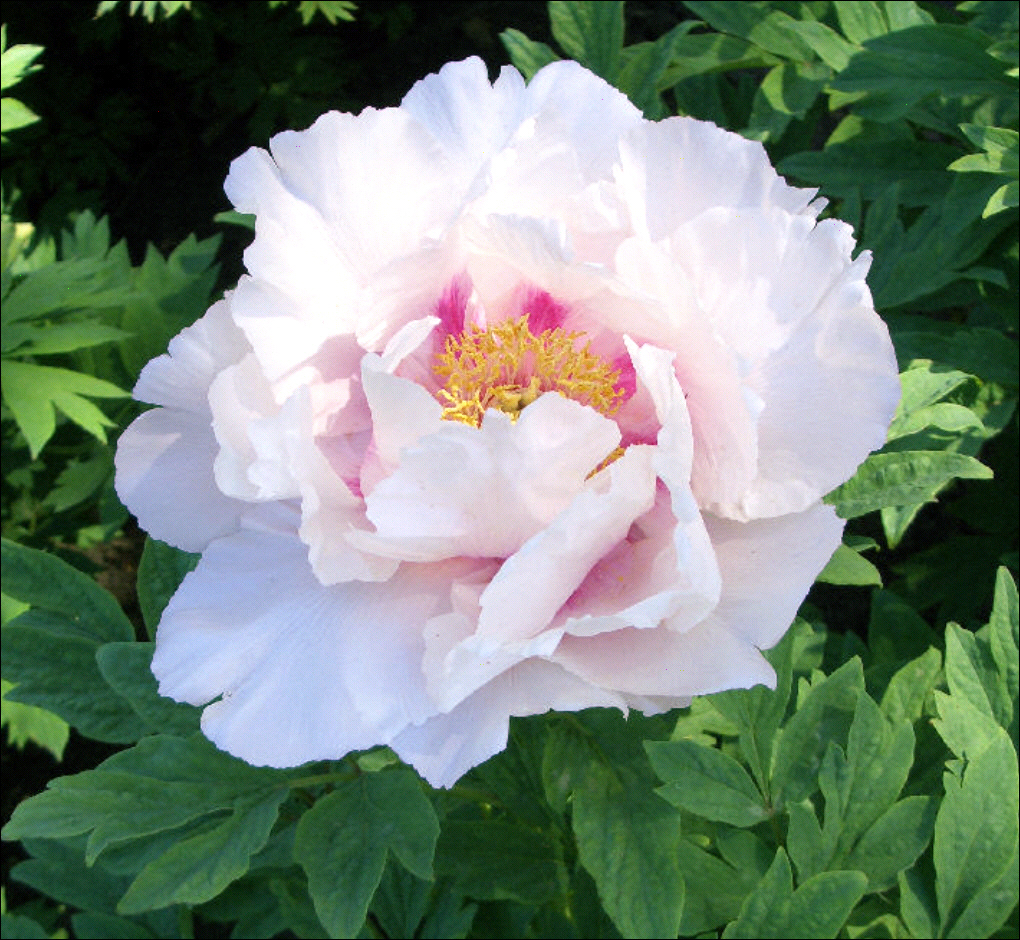
Mẫu đơn tử ban

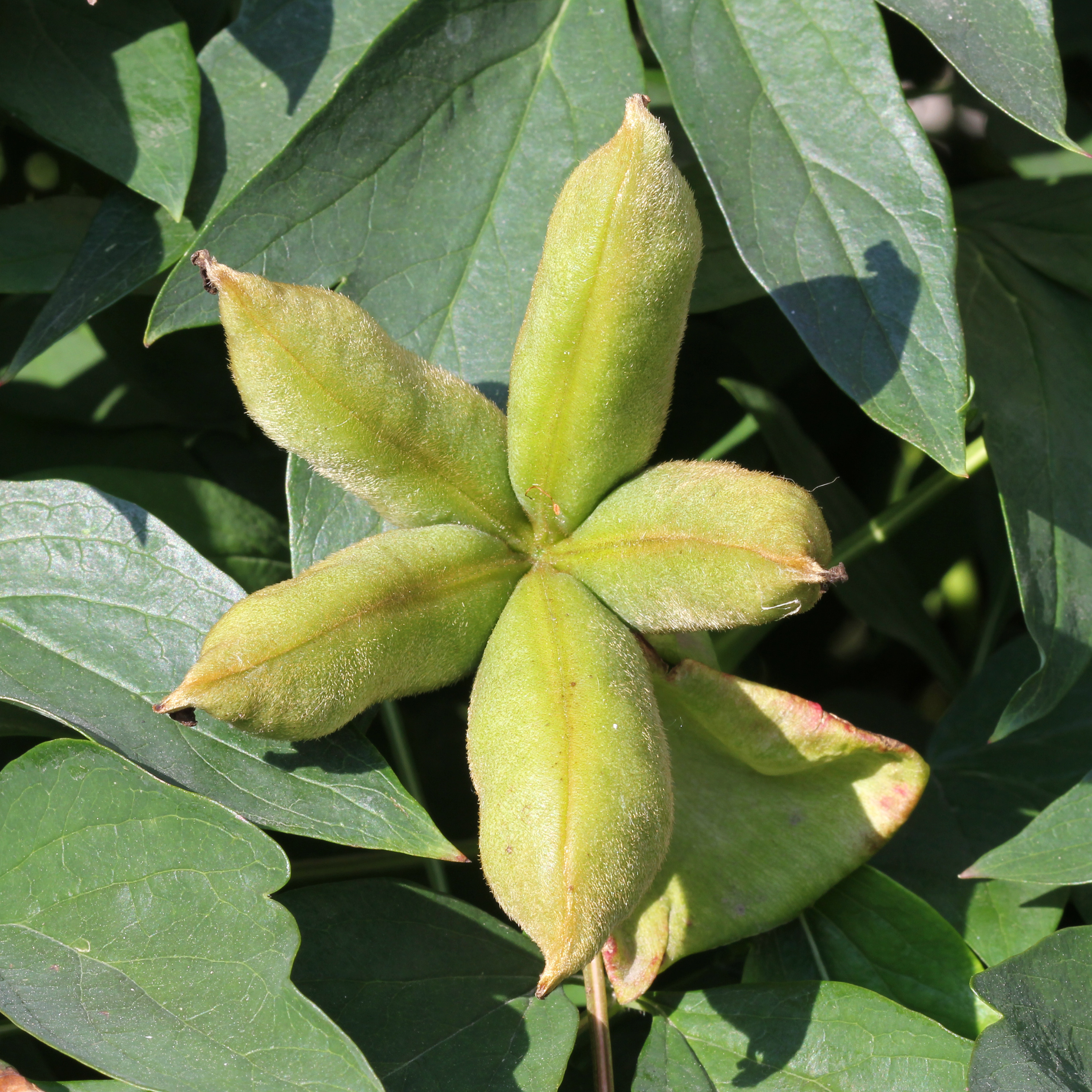
Quả

Mẫu đơn tử ban (danh pháp hai phần: Paeonia rockii) là một loài thực vật trong họ Paeoniaceae. Loài này có nguồn gốc núi của miền Trung Tây Trung Quốc, chủ yếu ở Cam Túc và các tỉnh lân cận. Trong tiếng Trung, nó được gọi là 牡丹 (pinyin: mǔ dān) mẫu đơn hay 牡丹皮 (pinyin: mǔ dān pí) mẫu đơn bì, và hoa được gọi là 牡丹花 (pinyin: mǔ dān huā) mẫu đơn hoa. Nó đã trở thành quốc hoa không chính thức của Trung Quốc sau một cuộc trưng cầu toàn quốc năm 1994.

## Sử dụng
Paeonia rockii được trồng như một cây cảnh ở châu Á và phương Tây. Giống như Paeonia lactiflora, một loài hoa mẫu đơn Trung Quốc, nó được sử dụng như một phương thuốc thảo dược trong Đông Y.

## Phân loài
- Paeonia rockii: mẫu đơn tử ban, mẫu đơn Rock
- Paeonia rockii rockii: mẫu đơn tử ban
- Paeonia rockii taibaishanica: mẫu đơn tử ban Thái Bạch Sơn.